# Comblements de Nantes
- Bras de la Bourse (Ouest)
- Bras de la Bourse (Est)
- Rescindement de l'île Gloriette
- Bras de l'Hôpital (centre)
- Bras de l'Hôpital (Est)
- Bras de l'Hôpital (Ouest)
- Tunnel Saint-Félix (en tireté)
- Canal Saint-Félix et gare d'eau
- Erdre
- Du pont de la Rotonde à l'île Feydeau

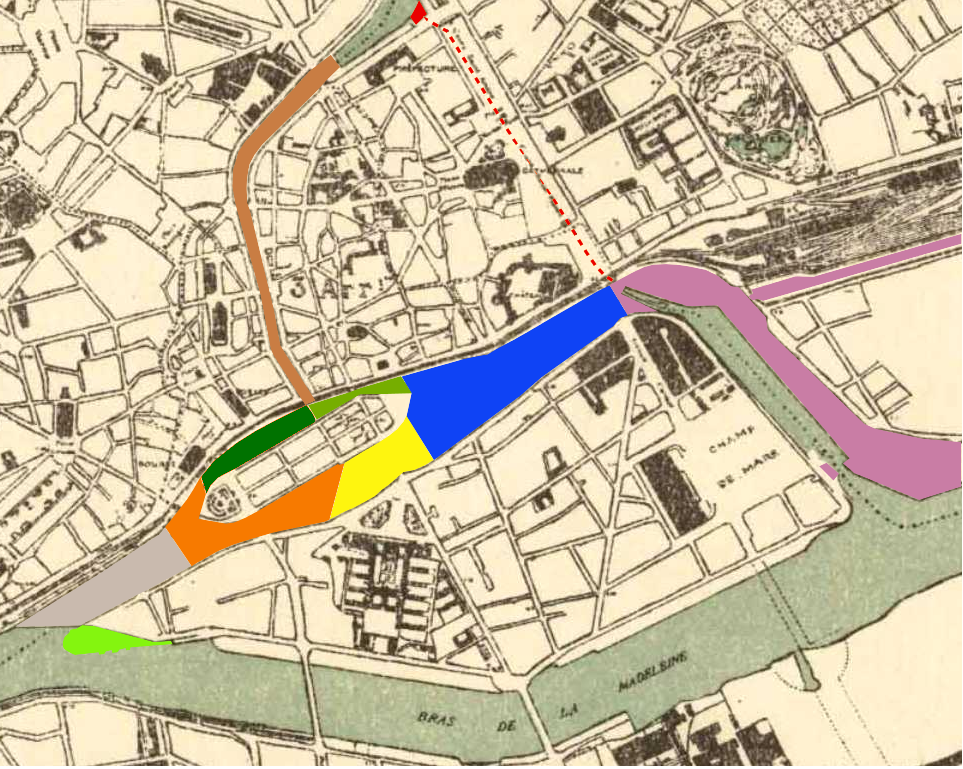
Schéma des zones aménagées.

Les comblements de Nantes sont des opérations d'aménagement urbain menées de 1926 à 1946 dans le centre-ville de Nantes, dans le département français de la Loire-Atlantique en région Pays de la Loire.
Ils ont principalement abouti à la suppression des deux bras de la Loire les plus au Nord — le bras de la Bourse et le bras de l'Hôpital — et au détournement d'un affluent du fleuve, l'Erdre, dont le cours et l'embouchure ont été déplacés vers l'Est, la rivière se jetant depuis dans le canal Saint-Félix aménagé à cette occasion, via un tunnel. Les surfaces ainsi gagnées sur le fleuve ont permis la création  des cours des 50-Otages, John-Kennedy, Franklin-Roosevelt, Commandant-d'Estienne-d'Orves ainsi que du « terre-plein de l'île Gloriette ». Ces travaux et les aménagements qui ont suivi ont marqué l'urbanisme de la ville jusqu'au XXIe siècle.

## Histoire

### Contexte

#### Leport de Nantes

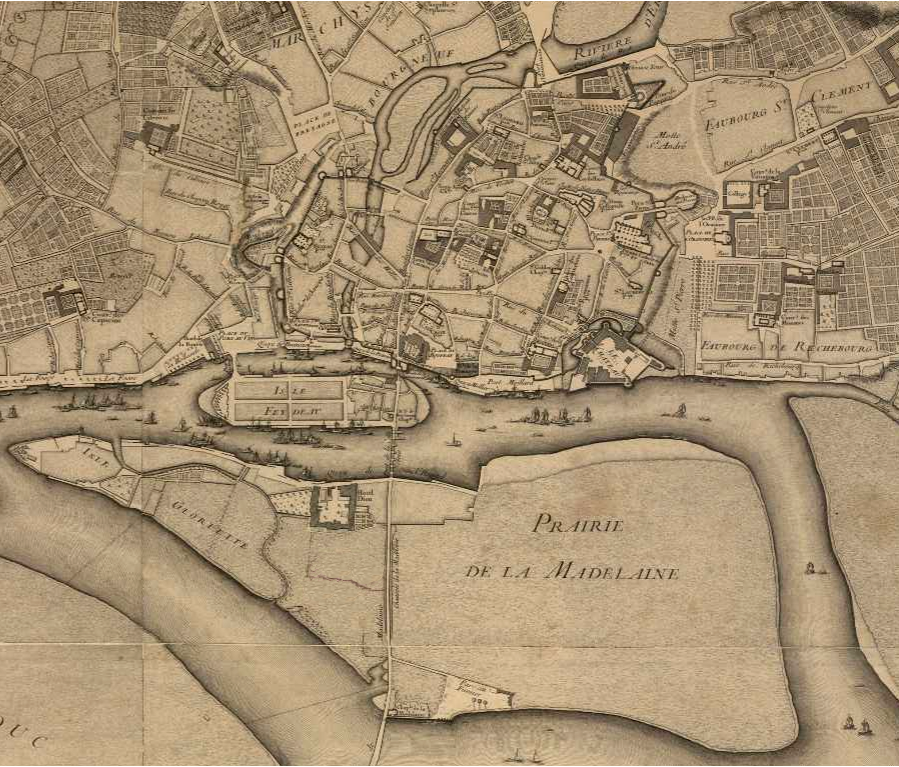
Plan de la ville de Nantes en 1756, par Cacault, détail du centre-ville.

Nantes doit beaucoup au fleuve qui la traverse. Située à une cinquantaine de kilomètres de la côte, la ville s'est formée en tant que carrefour fluvial et terrestre, et s'est développée grâce à la prospérité du commerce maritime, devenu l'activité principale au XVIe siècle, les navires nantais remontant l'estuaire de la Loire. Le négoce nantais a connu, au XVIIIe siècle, une période de forte expansion avec le développement du commerce colonial, notamment de celui des esclaves,,.
Au fil du temps, l'activité portuaire s'est déplacée vers l'Ouest (donc vers l'aval) et le Sud (les îles qui donneront plus tard naissance à l'île de Nantes). Le quai de la Fosse est allongé au XVIIe siècle, atteignant le niveau de la place du Sanitat en 1680. L'accroissement et l'enrichissement de la ville au XVIIIe siècle ont amené l'aménagement de quais le long des bras de la Loire autour de l'île Feydeau (1750-1770), ainsi que la canalisation de l'Erdre (vers 1770), tandis que dans le prolongement du quai de la Fosse, les quais de Chézine et d'Aiguillon sont créés à partir de 1761. Au XIXe siècle, la ville utilise des avant-ports (Paimbœuf, Le Pellerin), fait creuser le canal de la Martinière. De 1902 à 1922, de nouveaux quais sont aménagés à l'aval de Chantenay-sur-Loire et sur la partie Est de l'actuelle île de Nantes. La ville a réussi a éviter de perdre son activité portuaire face à l'essor de Saint-Nazaire depuis 1856, mais cette volonté conduit à l'abandon du centre-ville comme pôle principal, et même au sacrifice de celui-ci pour permettre la viabilité du nouveau port.

#### Les premiers terrains gagnés sur le fleuve
Au début du XVIIIe siècle la recherche de terrains pour la spéculation immobilière conduit à l'aménagement de l'île Feydeau, sur un remblai gagné sur la Loire, à partir d'un banc de sable prolongeant l'île de la Saulzaie. Les bords des cours d'eau sont dès lors, malgré des difficultés techniques, sujets à convoitise. L'embouchure de la Chézine, qui se jette au niveau de la rue Michel-Le-Lou-du-Breil, est canalisée, puis enterrée, afin de libérer des espaces pour l'industrie. Les quais le long de la Loire et de l'Erdre sont élargis et aménagés dans les années 1760, sous l'impulsion de l'architecte Jean-Baptiste Ceineray.
L'île de Versailles, née de dépôts d'alluvions et consolidée au VIe siècle par saint Félix, est aménagée et viabilisée au début du XIXe siècle avec des déblais extraits du creusement et de l'aménagement du canal de Nantes à Brest. Mais le principal site de gain d'espaces sur les cours d'eau se trouve dans les îles de la Loire. En un siècle, entre 1770 et 1870, de vastes zones sont remblayées, et l'ensemble commence à former une grande île, parcourue de boires (bras mineurs de la Loire),.

#### Situation au début duXXesiècle

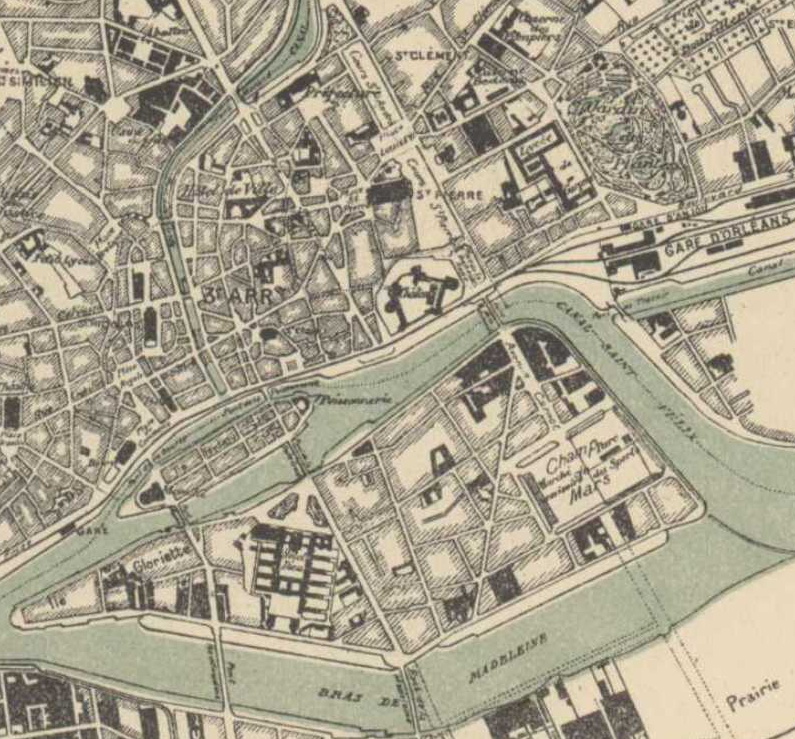
Détail d'un plan de 1909, revu et corrigé en 1921.

Le comblement des boires des îles s'est poursuivi, donnant à l'ensemble un aspect se rapprochant de la future « île de Nantes » (les derniers comblements y ont eu lieu dans les années 1970).
Dans la région, la vallée de la Loire subit des inondations causées par les crues du fleuve, notamment en 1904 et 1910. Cette dernière est particulièrement importante, Nantes est fortement touchée, et subit un profond ralentissement économique. Cet épisode marque les esprits, et les aménagements destinés à atténuer les crues de la Loire sont attendus avec impatience.
Devant l'augmentation croissante du tirant d'eau des navires marchands, les responsables de la ville sont confrontés au problème de l'ensablement chronique des fonds de la Loire, phénomène inéluctable étant donné son faible débit, le faible effet du courant des marées, et la quantité de sable charriée par ses eaux vers l'aval. Des opérations de dragage sont menées ; l'abaissement du fond du fleuve entraîne l'augmentation de la vitesse du courant. Mais cela a pour effet de fragiliser les quais. En 1924, plusieurs incidents surviennent : en Mai, le quai Magellan s'effondre, suivi par le pont de Pirmil et une cale de l'île Feydeau. Cela s'ajoute à la fragilité constatée des quais de la Bourse et Hoche. L'ingénieur Marcheix fait un constat alarmant, affirmant que les quais bougent progressivement vers la Loire, que leurs éléments en bois pourrissent, et que le sable sous les constructions est progressivement emporté par les eaux.

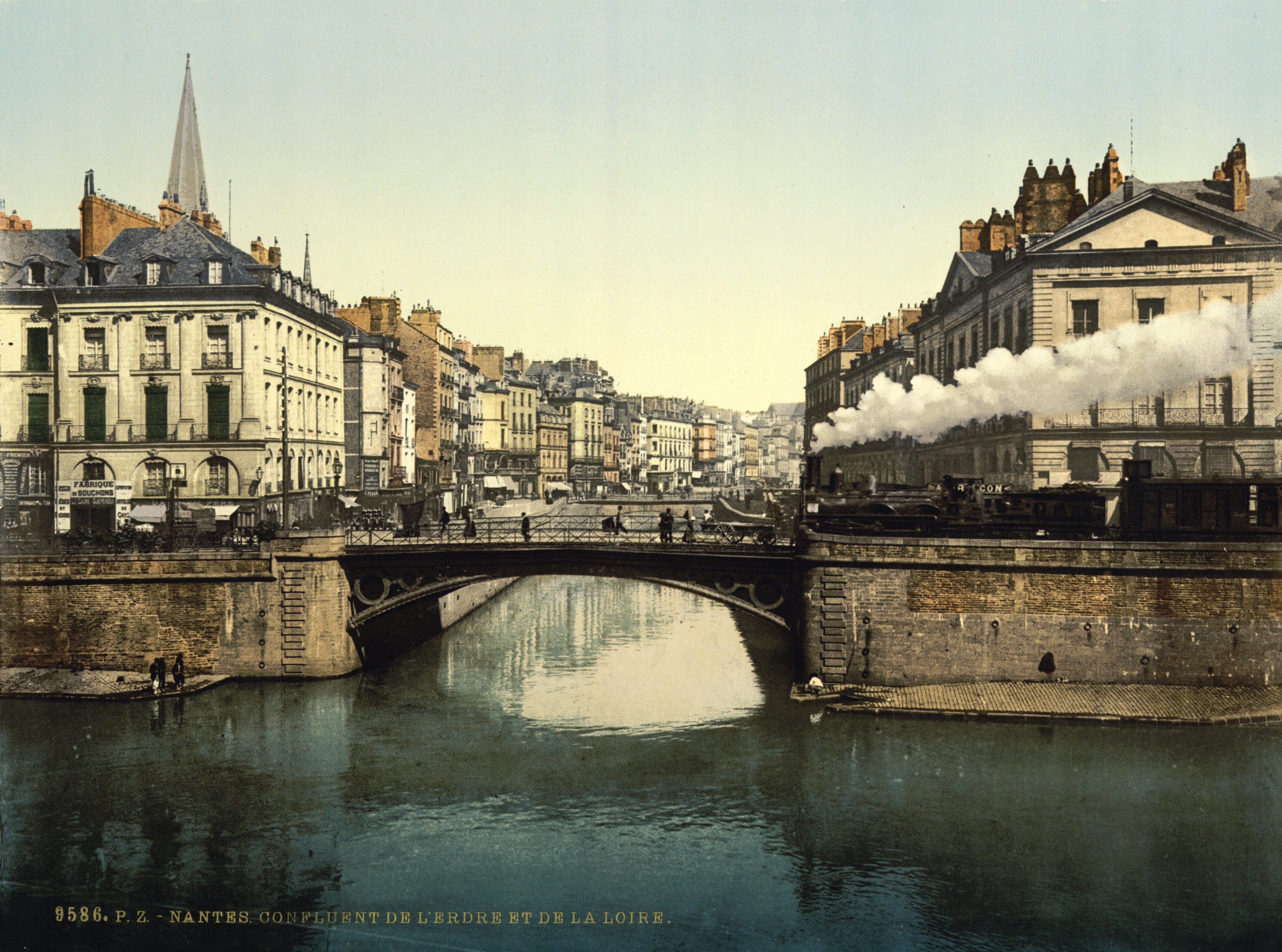
Enjambée par le pont sur l'Erdre, l'embouchure de la rivière sur la Loire en 1890.

Autre facteur fragilisant, les vibrations de la ligne de chemin de fer conduisant vers Saint-Nazaire emprunte les quais depuis 1857. Lors de la Première Guerre mondiale, la voie est doublée, et les quais sont également utilisés pour le tramway.
Cette activité ferroviaire contrarie également la circulation automobile naissante : le tronçon de 4,7 km entre la gare de Nantes et celle de Chantenay compte 24 passages à niveau, provoquant chacun 80 à 120 interruptions par jour. L'éventualité d'un comblement des bras Nord de la Loire est accueillie par la municipalité comme une solution de désengorgement.
Les images de Nantes de l'époque montrent souvent des cours d'eau « remplis », mais la réalité est autre : l'abaissement du niveau de l'eau entraîne l'assèchement périodique de vastes zones : le bras de l'Hôpital est par exemple hors d'eau une bonne partie de l'année. Durant ces périodes, les émanations des dépôts de vase en décomposition incommodent les citadins. L'Erdre est également réputée pour les odeurs qu'elle dégage et la pollution qu'elle subit. L'eau en centre-ville est donc perçue comme un facteur d'insalubrité.
Après la phase du négoce florissant, c'est l'industrie qui dynamise la ville depuis le milieu du XIXe siècle. Le fer de lance en est la construction navale. Mais le changement d'échelle de production a déplacé l'activité vers l'estuaire, du quai de la Fosse à Saint-Nazaire. Alors que l'activité portuaire est à son apogée, la fonction économique des cours d'eau autour de l'île Feydeau devient négligeable. Par contre, les acteurs économiques liés au port font en sorte que tout soit mis en œuvre pour maintenir la viabilité du site. Pour permettre aux navires de gros tonnages de fréquenter les chantiers navals et le port, des travaux importants sont menés, notamment le creusement du lit du fleuve, la suppression pure et simple de l'île Mabon, et la création de l'éphémère canal de la Martinière. Les sommes engagées dans ces opérations sont importantes, les moyens techniques mis en œuvre colossaux, mais les améliorations ne sont que passagères. C'est dans ce cadre que les comblements, bien que coûteux, sont envisagés.

#### Nantes, « Venise de l'Ouest »
La formule « Nantes, Venise de l'Ouest » est surtout reprise après le début des comblements, magnifiant exagérément les caractéristiques de la ville avant les travaux. La ville compte en effet 28 ponts, principalement dans le centre-ville et dans « les îles », ce qui lui donne un certain charme, élément souvent repris, avec l'activité du port, dans des écrits, par exemple dès le XVIIe siècle sous la plume du cartographe Albert Jouvin de Rochefort (1640-1710) : « Ce qu'il y a de divertissant à Nantes, sont ces ponts de pierres qui traversent plusieurs îles (...) ».

### Projets
Le premier projet envisageant de faire disparaître certaines des parties en eau date du 1er juillet 1859. Une commission mise en place par le conseil municipal se prononce sur un « Projet pour l'assainissement et l'agrandissement de la ville de Nantes et la rectification du chemin de fer d'Orléans au moyen de la dérivation du canal de l'Erdre et de la suppression du bras Brancas » (le bras Brancas est un autre nom du bras de la Bourse). D'autres études sont menées en 1894 et 1914. Le projet le plus radical prévoit de ne conserver que le bras de Pirmil : s'il avait été retenu, Nantes n'aurait alors plus possédé d'île sur la Loire.
Dans le cadre de l'utilisation des fonds attribués au titre des réparations de guerre, conformément au traité de Versailles de 1919 et selon les termes du plan Dawes, les villes françaises peuvent bénéficier de grands travaux. En 1920, les services de l'État inscrivent dans ce cadre le comblement d'une partie des bras de la Loire à Nantes.
L'avant-projet déposé le 29 décembre 1925, jugé trop onéreux par l'État, modifié pour se concentrer sur le comblement des bras Nord de la Loire, est finalement approuvé par le conseil municipal la même année. Cependant, les services de l'État décident, le 13 mars 1926, de ne prendre en charge que les actions liées à la fragilisation des ponts et quais présentant un caractère d'urgence. Le conseil municipal, conduit par Paul Bellamy choisit de prendre à sa charge l'extension des travaux au détournement et au comblement partiel de l'Erdre, projet validé le 23 décembre 1927.

### Réalisation
Les travaux de comblement sont réalisés, entre 1926 et 1946, en plusieurs phases, certaines se déroulant dans les mêmes temps. Le rythme du chantier n'est pas régulier. Les travaux préparatoires destinés à permettre la continuité du trafic fluvial, dont la durée est parfois sous-estimée, provoquent des retards. Les crues entraînent des interruptions non prévues à l'origine du projet. Les matériaux utilisés pour remblayer, prélevés par dragage dans le fleuve, s'avèrent parfois inutilisables. Enfin, la coordination de l'ensemble des intervenants est quelquefois complexe, ce qui occasionne des ralentissements. Si la Deuxième Guerre mondiale ne met pas un terme au chantier, les bombardements de 1943 entraînent, eux, un arrêt prolongé.

#### Comblement du bras de la Bourse (1926-1928, puis 1938-1940)

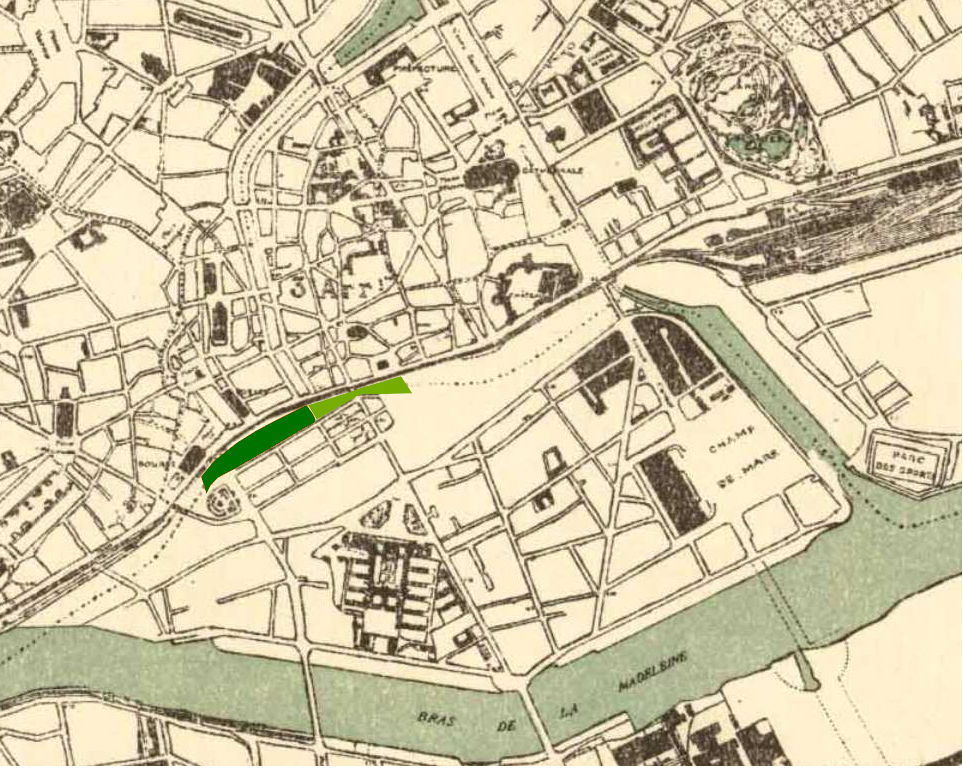
Schéma du comblement, sur la base d'un plan de 1930.

Les travaux, qui concernent la partie Ouest du bras, entre la Bourse et le pont de l'Erdre (au niveau de l'actuelle allée Cassard) se déroulent à partir de 1926, dans la période des basses-eaux du fleuve, de mai à octobre. Pour permettre la continuité de la navigation, un chenal est aménagé dans le bras de l'Hôpital. Puis un barrage de planches métalliques est placé entre la pointe de l'île Feydeau et le quai de la Bourse, et un mur de pierre est installé au niveau du pont d'Erdre. Une machine de dragage, dite « refouleuse », extrait du sable et de la vase au fond du lit de la Loire, là où il a été décidé d'augmenter la profondeur, pour déposer le remblai dans le bras de la Bourse. Un système d'égout est installé, puis le bras est comblé et compacté sur la portion concernée. Après les tassements naturels, les terrains sont remis progressivement à la ville à partir de 1926, et l'opération est achevée le 5 mai 1928 ; l'ensemble couvre 2,5 hectares. La partie orientale du bras est ensuite comblée à partir de 1938, après le détournement de l'Erdre par un tunnel vers le canal Saint Félix, opération officiellement achevée en janvier 1940.

#### Rescindement de l'île Gloriette (1926-1929)

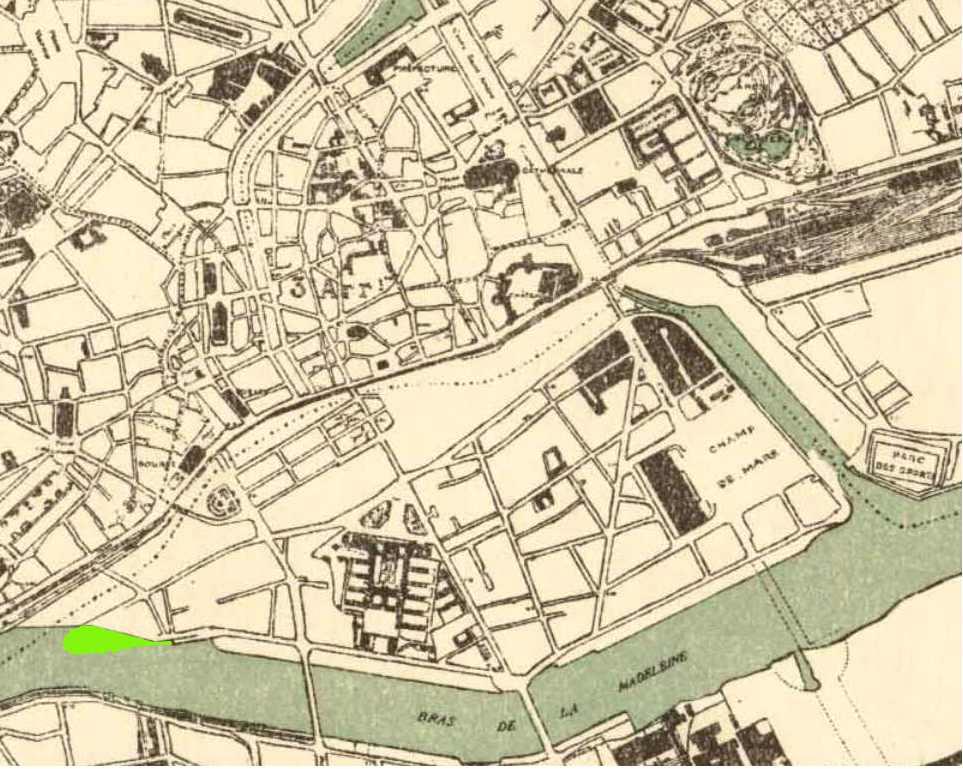
Schéma du rescindement, sur la base d'un plan de 1930.

Cette opération est l'une des deux seules, avec l'aménagement du bassin à l'entrée Nord du canal Saint-Félix, qui fait gagner du terrain à l'eau. Elle est rendue indispensable par la nécessité de faciliter l'écoulement de la Loire par le bras de la Madeleine après le comblement des deux bras Nord. La pointe Ouest de l'île Gloriette provoque un rétrécissement du cours. Pour obtenir un chenal de 150 mètres de large, il faut démolir une partie du quai de Tourville et du quai de l'île-Gloriette, ainsi qu'une cale (quai en pente douce). Les travaux sont complétés par un dragage pour creuser le lit du fleuve à cet endroit. Décrétée d'utilité publique le 5 mai 1927, l'opération est menée en 1928, et la réception des travaux est faite le 4 juillet 1929.

#### Comblement du bras de l'Hôpital (1929-1936)

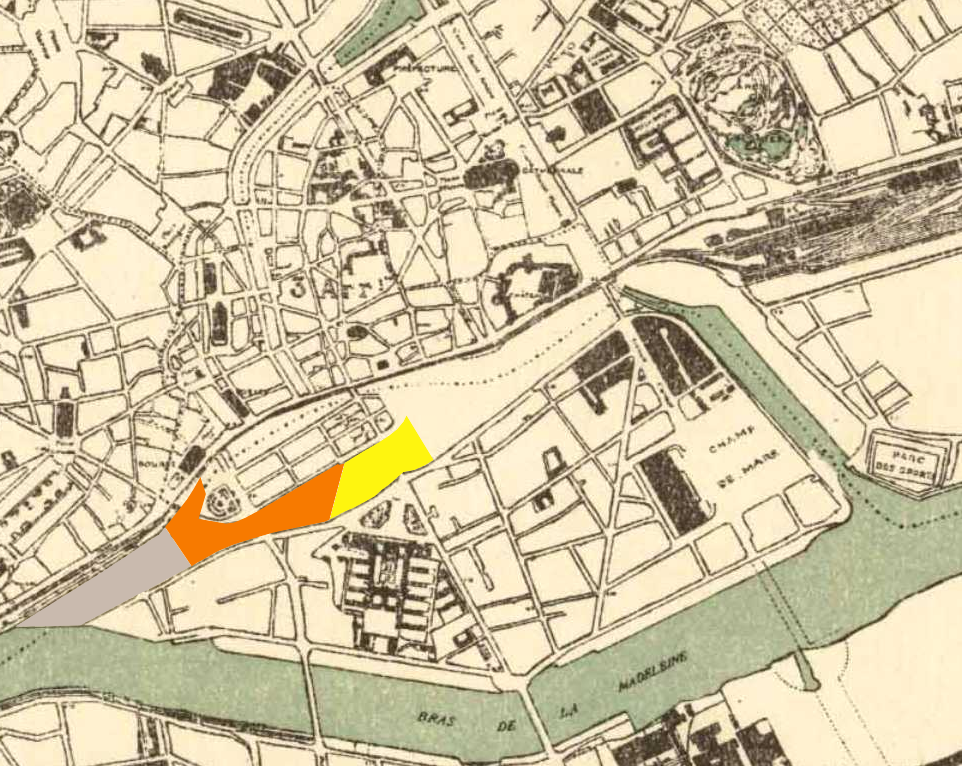
Schéma du comblement, sur la base d'un plan de 1930.
1929-1931
1930-1936
1931-1936

L'opération est identique à celle menée pour le bras de la Bourse. Il faut tout d'abord creuser un chenal dans le bras de la Madeleine, opération ralentie par la nécessité de détruire un radier de l'ancien pont de la Madeleine, démoli en 1927. Le bras de l'Hôpital est ensuite fermé, le 15 août 1929. L'aménagement du réseau d'égout au niveau du quai de l'Hôpital est alors réalisé. En avril 1930, le comblement à l'aide de « refouleuses » commence au niveau du pont Maudit, tandis que les entreprises locales de travaux publics déversent leurs déblais et gravats entre la pointe Ouest de l'île Feydeau et le quai de l'île Gloriette. Le pont Maudit est démoli en octobre 1930, et la municipalité prend officiellement possession, en juin 1931, du lit comblé qui longe le Sud-Ouest de l'île Feydeau jusqu'au niveau de la rue Olivier-de-Clisson.
Autour du pont de la Belle-Croix, les travaux durent 6 ans, entre 1930 et 1936.
Reste la vaste partie à l'Ouest de l'île Feydeau, jusqu'au niveau de la pointe de l'île Gloriette. Le comblement, commencé en 1931, en est presque achevé en 1934. S'ensuivent des travaux de nivellement qui prennent fin en juin 1936. Pourtant, la partie la plus à l'Ouest de cette zone n'est remise à la ville qu'en 1957.

#### Percement du tunnel Saint-Félix (1929-1933)

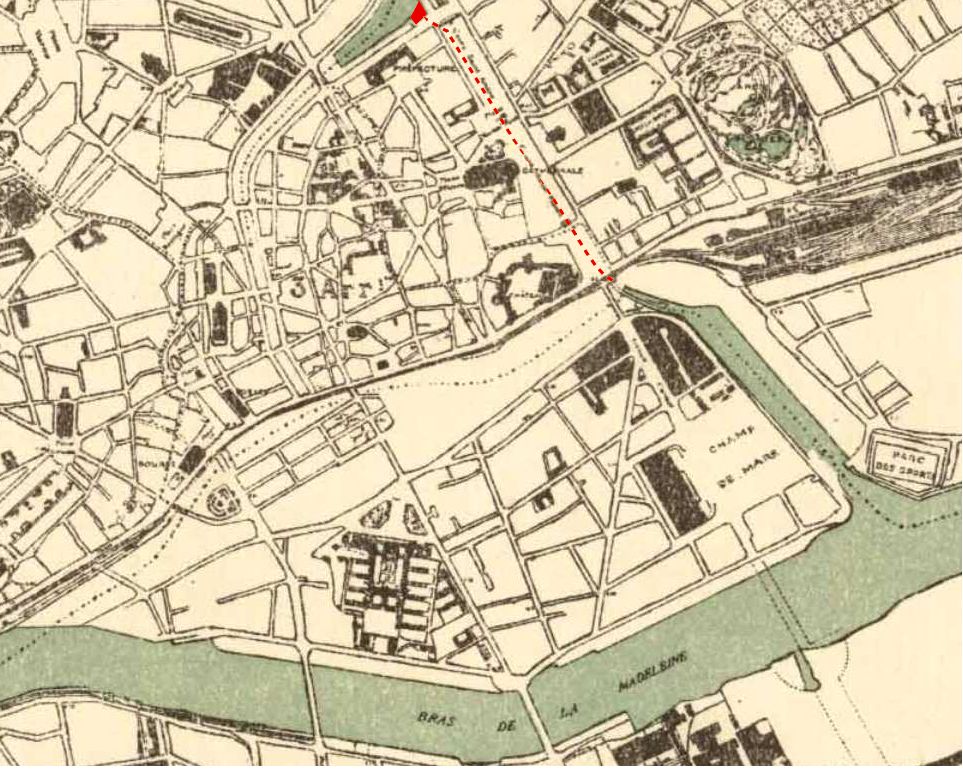
Schéma du tracé en pointillés rouges, sur la base d'un plan de 1930.

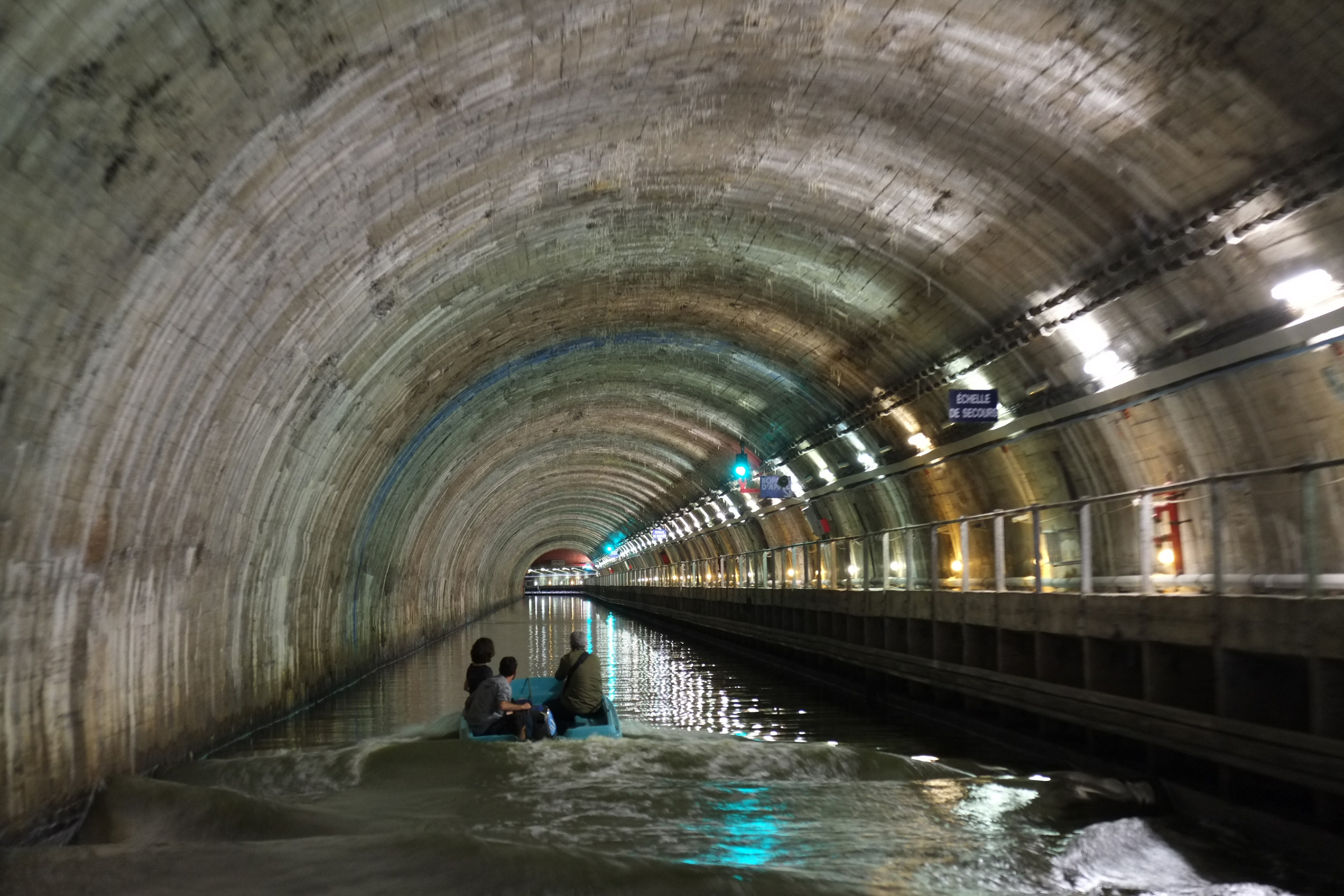
Le tunnel Saint-Félix en 2014.

Le projet ayant été validé le 23 décembre 1927, le chantier s'installe en octobre 1929. En février 1930, il est décidé une modification du projet initial, qui prévoyait la construction d'une écluse au niveau du square Sully (devenu depuis square du Maquis-de-Saffré), pour gérer les crues de l'Erdre. Cet élément est remplacé par un rehaussement de 1 mètre du canal,. La réalisation du souterrain, sous les cours Saint-Pierre et Saint-André, est menée, à partir d'avril 1930, par l'entreprise allemande Karl Brandt, pour laquelle travaille l'ingénieur Karl Hotz, dont l'exécution par des communistes, lors de la Seconde Guerre mondiale, aura de graves conséquences pour la ville, alors qu'il avait été nommé commandant allemand pour Nantes durant l'occupation.
Pour permettre l'accès au tunnel depuis l'Erdre, au Nord, un bassin est aménagé dans l'alignement des cours Saint-Pierre et Saint-André ; c'est une des deux seules opérations, avec le rescindement de l'île Gloriette, qui entraîne un gain de l'eau sur les terres, prises sur le square Ceineray, devenu depuis square du Maquis-de-Saffré.
Le tunnel est inauguré le 5 avril 1934,.

#### Aménagement du futur canal Saint-Félix (1933-1942)

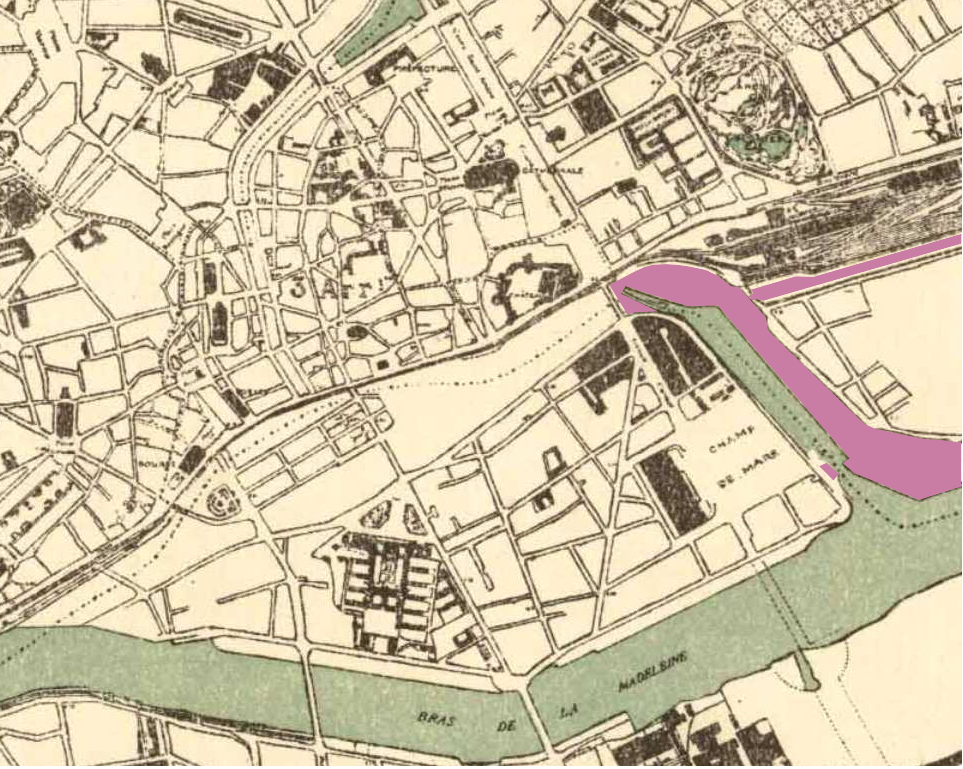
Schéma du comblement, sur la base d'un plan de 1930

À partir de 1933, le quai Malakoff est élargi, diminuant la largeur du bras. La gare d'eau, longeant le Sud de la gare ferroviaire, est comblée, et en 1934 le terrassement entre le tunnel Saint-Félix et le pont de Trakir (qui permettait le franchissement de la gare d'eau au niveau du quai) est achevé. Le canal de la Gare est comblé en 1941. La partie Sud du quai Malakoff n'est pas encore achevée en 1942, lorsque l'occupant allemand interrompt le chantier, qui sera rouvert et achevé après la guerre. Une fois l'Erdre détournée, le bras Saint-Félix et la partie Est du bras de la Bourse sont comblés.

#### Comblement de l'ancien cours de l'Erdre (1937-1946)

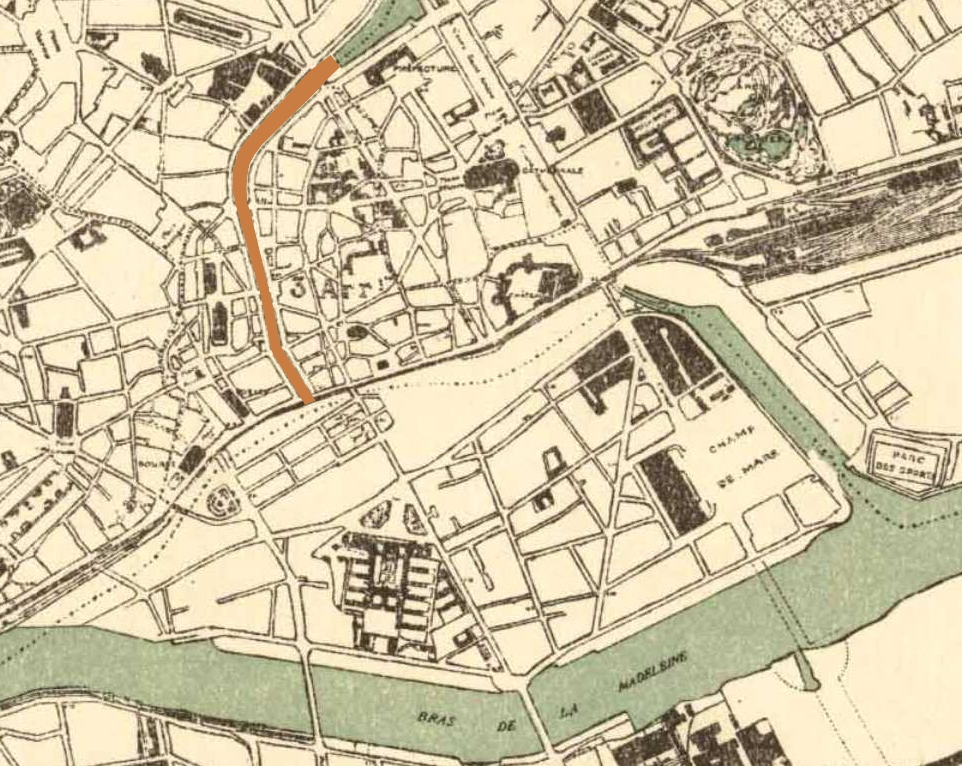
Schéma du comblement, sur la base d'un plan de 1930

Entre mi-juillet à la mi-septembre 1932, l'Erdre est partiellement asséchée du pont Saint-Mihiel au pont de l'Écluse pour permettre les travaux de jonction du canal Saint-Félix avec la rivière. Les barrages temporaires sont ensuite enlevés. Alors que la rivière est toujours fréquentée par des bateaux de plaisance, la ville envisage un remblaiement avec deux projets possibles : une gare routière, ou une voie de circulation souterraine dans le lit de l'Erdre.
En 1937, des barrages flottants sont installés par mesure d'hygiène, et le remblaiement commence en mars 1938, nécessitant au total 200 000 m3 de matériaux. Les ponts sont détruits en 1940. Interrompus par la guerre en 1943, les derniers travaux sont achevés en 1946.

#### Comblement entre le pont de la Rotonde et l'Île Feydeau (1938-1940)

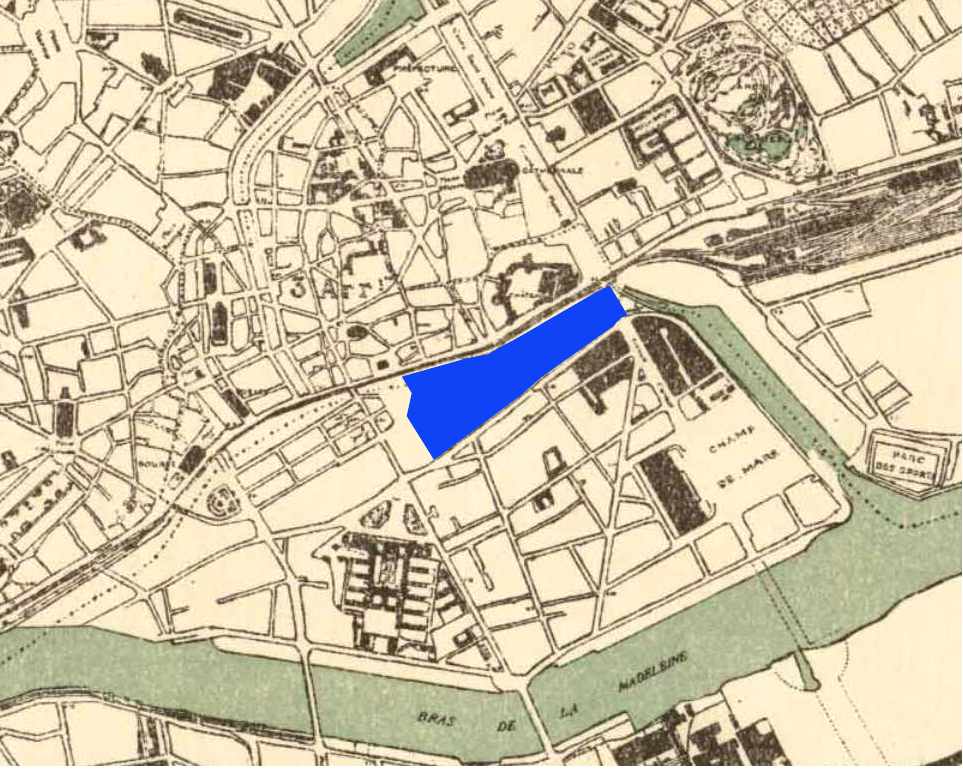
Schéma du comblement, sur la base d'un plan de 1930.

L'état du pont de la Rotonde impose en priorité le comblement de la zone qui l'entoure. C'est chose faite au printemps 1938, et la municipalité prend possession d'un terrain couvrant 4,3 hectares. L'ensemble est achevé en janvier 1940.

## Aménagements

### Projets
Avant la décision de détourner le cours de l'Erdre, il était envisagé de réaliser un bassin à flot au niveau du débouché de la rivière dans la Loire, avec une écluse sur le bras Saint Félix. Après le choix du nouveau cours de l'Erdre, le bassin prévu est transféré dans l'actuel canal Saint-Félix ; seule l'écluse prévue est construite, entre 1931 et 1932.
En 1936, la municipalité prévoit d'aménager un miroir d'eau devant le château des ducs de Bretagne, mais ce projet est abandonné. L'idée est reprise et réalisée en 2015.
Depuis 1850, le détournement de la voie ferrée qui emprunte les quais Nord de la Loire est envisagé. Un projet de galerie souterraine installée dans le lit remblayé du bras Saint-Félix du bras de l'Hôpital est lancé.

### Réalisation

#### Lit de la Loire
En 1934, le conseil municipal choisit l'option de constituer de grands boulevards, présentant plusieurs chaussées parallèles et des places de stationnement. Sur le bras de la Bourse, le premier aménagé, naît donc le cours Franklin-Roosevelt, dont les premiers travaux débutent en 1937, tandis qu'au Sud apparaît le cours Commandant-d'Estienne-d'Orves, et à l'Est, rejoignant la gare, le cours John-Kennedy, tandis qu'à l'Ouest est formée une vaste esplanade, souvent appelée « terre-plein de l'île Gloriette ».
La ligne de chemin de fer voit son tracé modifié : dès la fin des comblements de la rive Nord de l'île Gloriette, une voie aérienne est construite, et achevée en 1941. L'établissement d'une galerie souterraine dite « galerie de la Bourse » dans la partie Ouest de l'ancien bras de l'Hôpital est décidé en 1948, et achevé en 1955.

#### Lit de l'Erdre

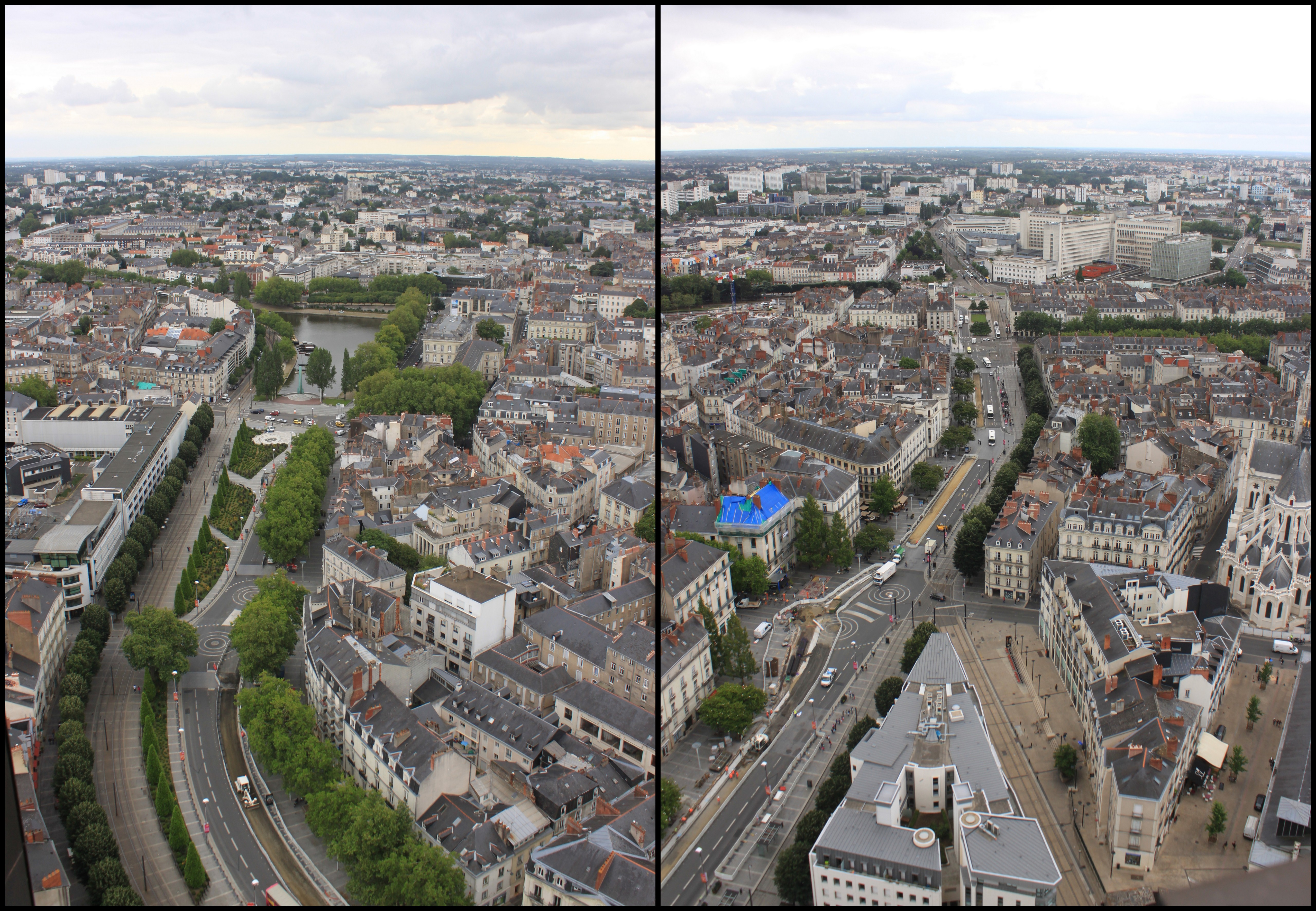
Le cours des 50-Otages en 2014 : à gauche vers le Nord et le cours de l'Erdre ; à droite, vers le Sud et l'ancienne île Feydeau.

En 1938, la municipalité décide de créer un large boulevard, appelé « boulevard de l'Erdre », destiné à la circulation automobile. Entre 1940 et 1943, des chômeurs sont employés au terrassement. Le 10 mars 1941, il est décidé de prolonger ce boulevard jusqu'au Sud de l'île Feydeau. Les bombardements de 1943 accélèrent involontairement l'opération, qui conduit à l'aménagement du cours Olivier-de-Clisson. En 1945, le boulevard de l'Erdre est renommé « cours des 50-Otages ».

### Utilisation ultérieure du thème de l'eau disparue dans l'urbanisme des parties comblées
Dans la période des années 1950 aux années 1980, l'urbanisme est tourné vers une facilitation de la circulation automobile. Après les comblements, les zones dégagées sont aménagées en voies de circulation et de stationnement. Le pont transbordeur est démonté, le service fluvial roquios abandonné. En complément des trois ponts reliant l'île de Nantes aux rives Nord et Sud, sept sont construits dans cette période, visant à gommer le ralentissement que provoque la traversée de la Loire. Les ouvrages plus fréquentés bâtis dans cette période sont destinés à contourner la ville, le pont de Bellevue, en 1977, et le pont de Cheviré, en 1991.
Dans les années 1990, un revirement s'amorce. La municipalité conduite par Jean-Marc Ayrault axe sa politique de communication autour d'un « retour à l'eau ». L'océan Atlantique et la Loire sont mis en avant dans la communication promotionnelle de la cité. La rénovation de l'île Feydeau, qui permet de mettre en valeur les bâtiments témoins de la richesse accumulée grâce au commerce maritime, s'accompagne de la création de quais, aux emplacements des anciens, bordés de pelouses symbolisant le fleuve disparu. L'allée Turenne reprend alors son appellation de quai Turenne. La partie Est de l'Allée Duguay-Trouin bénéficie du même type d'aménagement en attendant que la partie Ouest soit également traitée. L'ensemble crée l'« illusion d'une île ».
Sans aller jusqu'à satisfaire les associations réclamant de recreuser le lit de l'Erdre dans le cours des 50-Otages, la municipalité choisit d'aménager celui-ci avec des éléments rappelant la présence de l'eau.
Le dernier en date de ces éléments est le « miroir d'eau », une vieille idée défendue par Étienne Coutan dans les années 1930, et finalement réalisée square Élisa-Mercœur en 2015, en face du château des ducs de Bretagne, où la Loire bordait le Sud de la forteresse jusqu'au XVIIIe siècle.

## Perception

### Réactions pendant les travaux
L'équipe municipale de Paul Bellamy n'est que partiellement favorable au projet, mais face à la somme de problèmes à résoudre, elle ne propose pas d'alternatives. D'autre part, attendant une aide financière de l'État, elle doit accepter des concessions, et laisse l'administration centrale prendre les décisions.
La seule réaction notable des élites vient de Louis Lefèvre-Utile, qui, en 1928, fait une contre-proposition visant à diminuer l'ampleur des comblements, en maintenant une Erdre partiellement couverte dans son lit d'origine qui se jetterait dans le bras de l'Hôpital, en traversant l'île Feydeau au niveau de l'actuel cours Olivier-de-Clisson ; seul le bras de la Bourse aurait subi un comblement. Mais cette réaction, qui est tardive (le bras  de la Bourse est déjà comblé), ne rencontre que peu d'échos malgré la proximité d'élections municipales propices aux débats, et Lefèvre-Utile finit par se rallier aux projets en cours.
Si les oppositions sont quasi inexistantes au début du projet, en 1929 la presse se fait l'écho d'un rejet de l'avancement des comblements, thème présenté par exemple dans un article intitulé « Une cité qu'on assassine ». Mais des plaintes ont également pour motif la lenteur des travaux, la presse se faisant l'écho de riverains plus gênés par cet aspect que par les comblements eux-mêmes. Seuls les passeurs de mémoire, tels les rédacteurs du Bulletin de la société archéologique de Nantes et de Loire-Inférieure, font part de leur nostalgie de la ville dans son ancienne configuration.
Cette même année 1929, l'architecte Étienne Coutan présente un plan qui, prenant en compte l'achèvement du comblement du bras de la Bourse, reprend les grandes lignes de la proposition Lefèvre-Utile : il envisage la construction de deux ponts, l'un entre la pointe de l'île Gloriette et le quai de la Fosse, l'autre entre le quai Malakoff et le quai Magellan, afin de permettre le déplacement de la ligne de chemin de fer au sud, le long de la rive nord du bras de la Madeleine. Il préconise également de prolonger le cours de l'Erdre en canal souterrain au niveau de l'actuel cours Olivier-de-Clisson. Cette alternative aux plans officiels aurait permis de limiter les comblements au bras de la Bourse. Ce projet n'est pas retenu.
Les travaux avançant, la presse se fait l'écho d'un ressentiment contre les comblements, par exemple dans l'édition du 30 août 1933 de L'Ouest-Éclair, où, qualifiés d'« abominables », ils sont accusés de défigurer la ville, et le quotidien conclut : « si ce n'est pas du vandalisme, cela, ce mot n'a plus de sens ».

### Impact sur la mémoire collective
Les comblements sont mentionnés dans Histoire du vandalisme : les monuments détruits de l'art français, où Louis Réau, en 1959, estime que « le résultat de cette opération est désastreux ». En 1985, Julien Gracq publie La Forme d'une ville, où il écrit « le comblement des bras de la Loire entre les îles, le comblement de l'Erdre en plein centre de Nantes, changeaient pour jamais son équilibre et son assise (...) ».
Le site de la mairie de Nantes, dans une page de présentation de l'histoire de la ville, évoque les comblements dans un paragraphe intitulé « Traumatismes », qui retrace ensuite les bombardements et la désindustrialisation, notamment la fin des chantiers navals. Ce thème est évoqué par les élus. Dans un entretien accordé à L'Express en 2006, Jean-Marc Ayrault, alors maire depuis 17 ans, affirme : « On n'aurait jamais dû faire ces travaux. Même si l'activité portuaire a décliné, il fallait laisser l'eau dans la ville ». En 2014, Johanna Rolland, alors candidate à la mairie, donne dans ses thèmes de campagne sa vision de l'impact des comblements, 70 ans après leur achèvement : « Nantes a connu, dans son histoire moderne, trois grands traumatismes : les comblements des bras de la Loire, qui ont éloigné le cœur historique de son fleuve tout autant que la descente vers l'aval des activités portuaires, en dénouant la ville de son lien intime avec le fleuve, les bombardements de la seconde guerre mondiale dont les reconstructions d’après-guerre sont les cicatrices (...) ; la fermeture des chantiers navals (...) ».
Les études sur l'urbanisme de la ville présentent négativement les comblements, transformation brutale qui aurait défiguré la ville, un « traumatisme patrimonial ».
En 2014, le Royal de luxe proposait un nouveau spectacle, construit autour du personnage d'une grand-mère évoquant le passé. Jean-Luc Courcoult, l'auteur et metteur en scène, écrit ces lignes à propos des comblements : « Avant les comblements de l'Erdre et de la Loire, la Venise de l'ouest comme on l'appelait creusait dans Nantes des veines pleines de bateaux ; pêcheurs, lavoirs ou transporteurs. (...) il fut décidé de retrousser les manches : à coup de pelle, de sable et de cailloux on enterra Venise. Subitement le cours des 50 otages et bien d'autres boulevards jaillirent du sol, colmatant les ruisseaux comme on étouffe la voix d'une cantatrice. ».
Célébrant le 90e anniversaire du début des travaux, Presse-Océan titre en une, le 29 mars 2016, « Et Nantes perdit ses bras » et indique que c'est « un chantier qui suscite toujours la polémique ». En pages 8 et 9 de l'édition, deux titres d'articles annoncent « un comblement en forme de cicatrice » et « un véritable traumatisme nantais ».